# British Motor Corporation
British Motor Corporation (BMC) – były brytyjski producent samochodów, powstały w 1952 w wyniku połączenia Austin Motor Company i Nuffield Organisation (właściciela takich marek jak Morris, MG, Riley czy Wolseley).
W roku 1966 BMC oraz Pressed Steel Company połączyły się ze spółką Jaguar Cars tworząc British Motor Holdings (BMH). Rok 1968 przyniósł kolejną falę przemian w brytyjskim przemyśle. BMH połączono z Leyland Motor Corporation (LMC). Tak powstała British Leyland Motor Corporation (BLMC). W roku 1975 BLMC zostało znacjonalizowane i stało się British Leyland Limited.

## Samochody produkcji BMC

### Modele stworzone przed powstaniem BMC

#### Austin
- Austin A125 Sheerline 1947-1954
- Austin A135 Princess 1947-1956
- Austin A40 Sports 1950-1953
- Austin A70 Hereford 1950-1954
- Austin A30 1951-1956
- Austin A40 Devon 1947-1952

#### MG
- MG TD 1949-1953
- MG Y 1947-1953

#### Morris
- Morris Minor 1948-1971
- Morris Oxford (seria MO) 1948-1954
- Morris Six 1948-1953

#### Riley
- Riley RM 1945-1955

#### Wolseley
- Wolseley 4/50 1948-1953
- Wolseley 6/80 1948-1954
- Wolseley Oxford Taxi 1947-1955

### Modele stworzone przez BMC

#### Austin
- Austin A40 Somerset 1952-1954
- Austin A40 Cambridge 1954-1958
- Austin A90 Westminster 1954-1968
- Austin Metropolitan 1954-1961
- Austin A35 1956-1959
- Austin Princess IV 1956-1959
- Austin A40 Farina 1958-1967
- Austin A55 Cambridge 1959-1969
- Austin Mini 1959-1989
- Austin 1100/1300 1963-1974
- Austin 1800 1964-1975
- Austin 3-Litre 1967-1971

#### Austin-Healey
- Austin-Healey 100 1953-1959
- Austin-Healey 3000 1959-1968
- Austin-Healey Sprite 1958-1971

#### MG
- MG A 1955-1962
- MG Magnette ZA/ZB 1953-1956
- MG Magnette Mk III/Mk IV 1959-1968
- MG Midget 1961-1974
- MGB 1962-1980
- MG 1100/1300 1962-1973
- MGC 1967-1969

#### Morris
- Morris Oxford 1954-1971
- Morris Cowley 1954-1959
- Morris Isis 1955-1958
- Morris Mini-Minor 1959-2000
- Morris 1100/1300 1963-1974
- Morris 1800 1964-1975

#### Riley
- Riley Pathfinder 1953-1957
- Riley 2.6 1958-1959
- Riley 1.5 1957-1965
- Riley 4/68 1959-1961
- Riley 4/72 1961-1969
- Riley Elf 1961-1969
- Riley Kestrel 1965-1969

#### Vanden Plas
- Vanden Plas Princess 3-Litre 1959-1964
- Vanden Plas 1100/1300 1963-1974
- Vanden Plas Princess 4 litre R 1964-1968

#### Wolseley
- Wolseley 4/44 1952-1956
- Wolseley 6/90 1954-1959
- Wolseley 15/50 1956-1958
- Wolseley 1500 1957-1965
- Wolseley 15/60 1958-1961
- Wolseley 16/60 1961-1971
- Wolseley 6/99 1959-1961
- Wolseley 6/110 1961-1968
- Wolseley Hornet 1961-1969
- Wolseley 1100/1300 1965-1973
- Wolseley 18/85 1967-1972

### Projekty BMC oznaczone numerycznie
Wiele projektów firmy BMC przejęło sposób nazewnictwa charakterystyczny dla Austina. Numer oznaczający model poprzedzany był symbolem ADO (akronim od Austin Design Office):

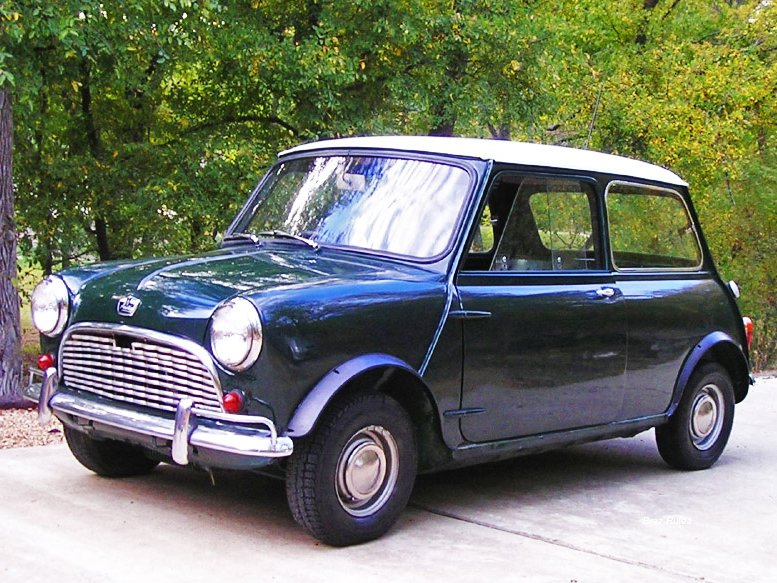
ADO6 Austin FX4 Taxi
- ADO8 Austin A40 Farina
- ADO9 Austin A55 Cambridge
- ADO10 Austin A90 Westminster
- ADO13 Austin-Healey Sprite
- ADO14 Austin Maxi
- ADO15 Mini
- ADO16 1100/1300
- ADO17 1800/2200
- ADO20 Mini MkIII and Clubman
- ADO23 MGB
- ADO26 Austin-Healey 3000 MkIII
- ADO27 Austin Kimberley
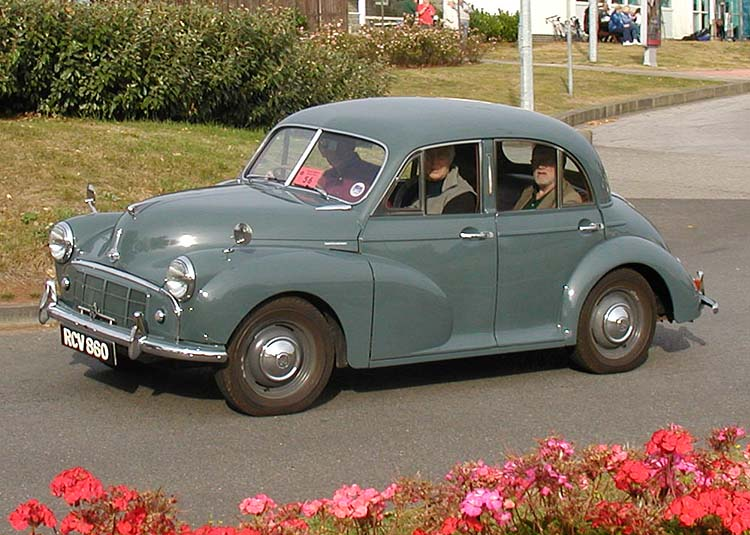
ADO28 Morris Marina
- ADO31 MGA 1600
- ADO34 Pininfarina design for 2 seat roadster based on Mini.
- ADO37 Vanden Plas Princess 3 litre
- ADO40 Wolseley 24/80
- ADO41 Austin-Healey Sprite MkII
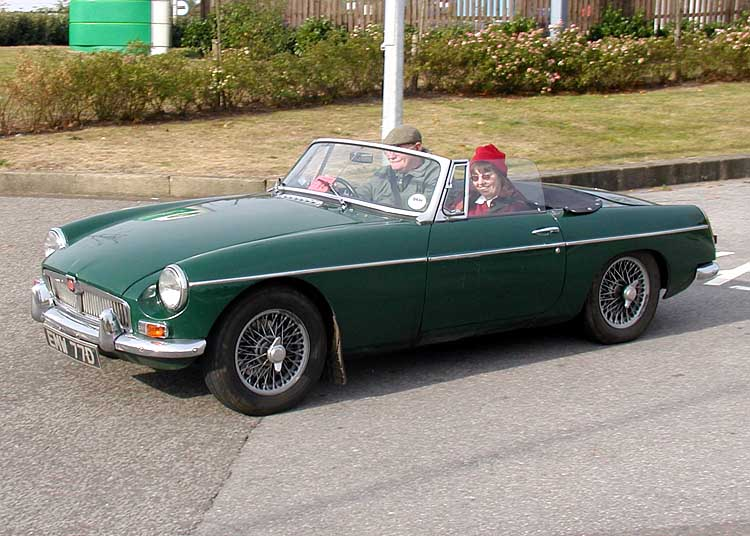
ADO47 MG Midget MkI
- ADO50 Mini Cooper i Cooper S
- ADO52 MGC
- ADO53 Austin A110 Westminster
- ADO59 Morris Minor 1000
- ADO61 Austin 3-Litre

- Austin Mini
- Morris Minor
- MG MGB(inne języki)

## Samochody użytkowe

### Lekkie vany bazujące na samochodach osobowych
- Morris Z-series ¼-ton (Morris Eight Series E) 1940-1953
- Morris ¼-ton O-Type (Morris Minor van) 1953-1971
- Morris Cowley MCV (Morris Oxford van) 1950-1956
- Austin A30 van 1954-1956
- Austin A35 van 1956-1968
- Austin A35 pick-up 1956-1957
- Morris ½-ton (Morris Oxford Series III van) 1956-1962
- Austin A55/A60 van 1958-1972
- Austin A55/A60 pick-up (Australian built) 1958-1972
- Mini van 1960-1982
- Mini pick-up 1961-1982
- Austin A40 Farina van (export only) 1961-1967

### Lekkie vany
- Austin K8 1948-1954
- Morris J-type 1949-1960
- Morris LD 1952-1968
- Morris J2 1956-1967
- Austin/Morris J4 1960-1974

### Lekkie ciężarówki
- Morris LC4 1952-1954
- Morris LC5 1954-1960
- Morris FV-series (Series I) 1948-1954
- Morris FV-series (Series II) 1954-1955
- Morris FE-series (Series III) 1955-1959
- Morris FG 1960-1968
- Morris FM 1961-1968
- Morris WE 1955-1964
- Morris WF 1964-1981
- Morris FF 1958-1961
- Morris FH 1961-1964
- Morris FJ 1964-1968

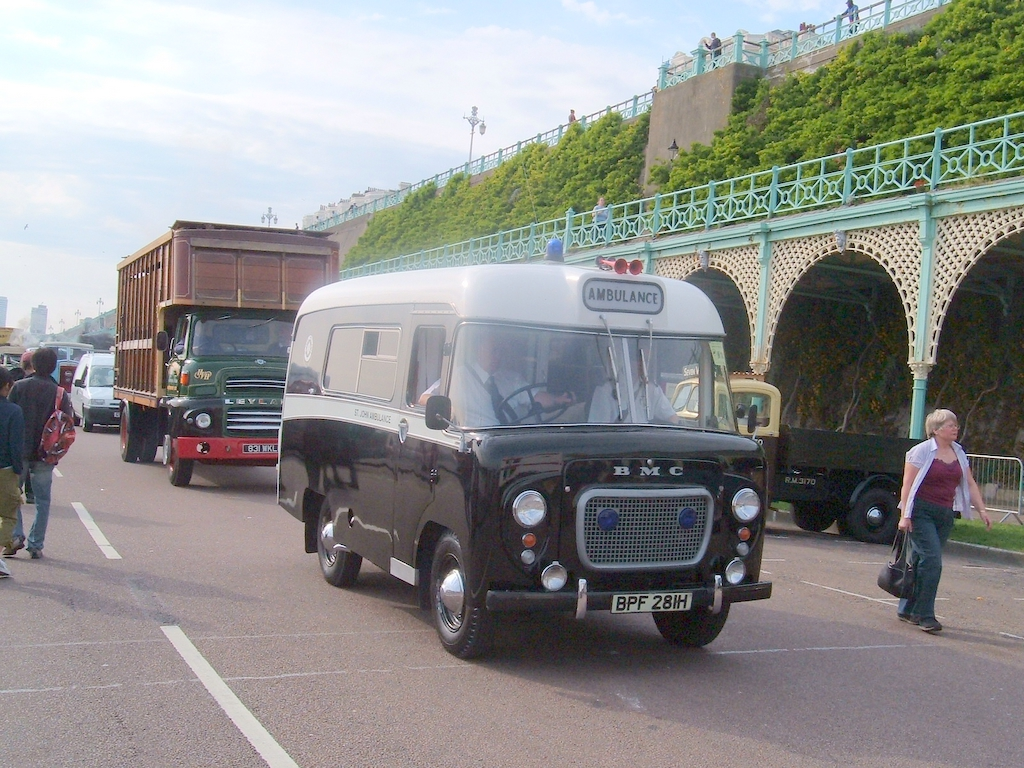
Karetka BMC LD(inne języki)
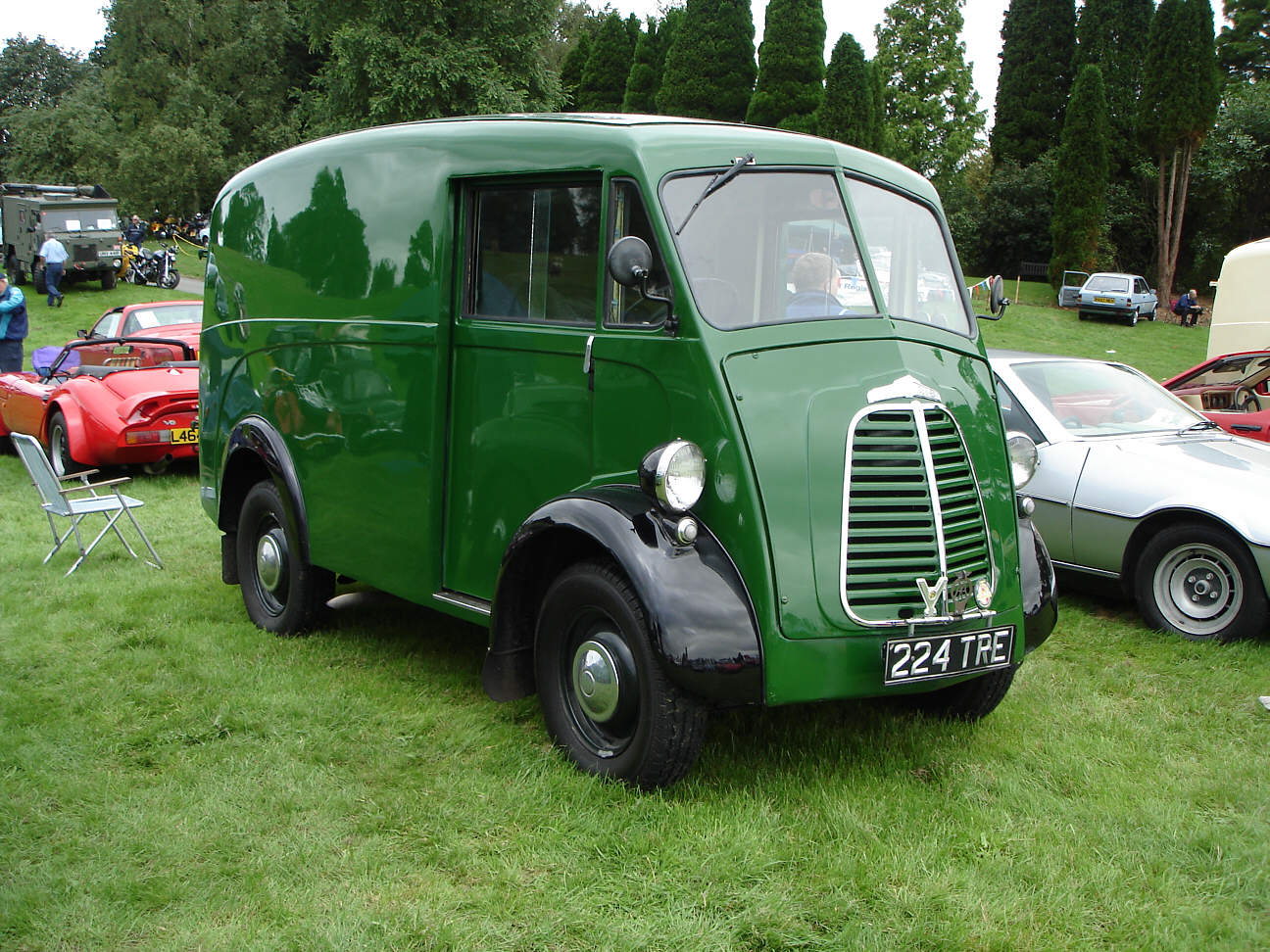
Morris Commercial JB(inne języki)
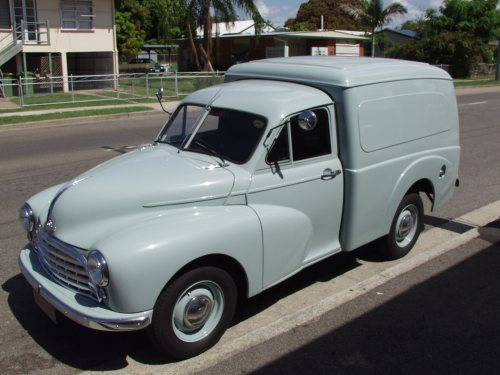
Morris MCV(inne języki)